# Cifosis

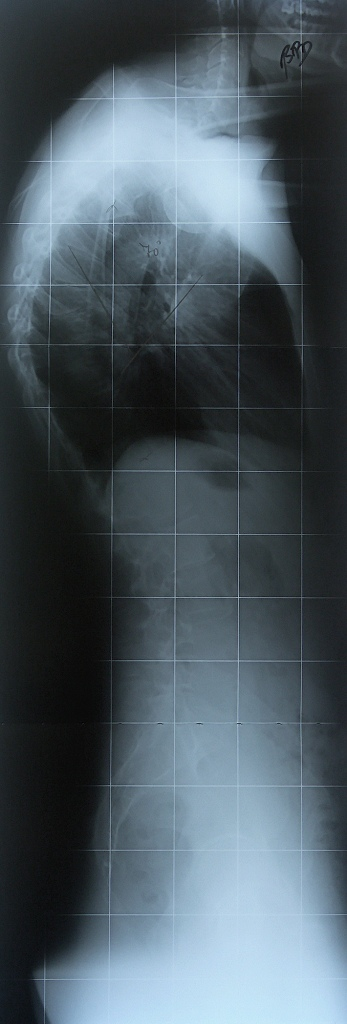
Radiografía de un sujeto con cifosis (de tipo Scheuermann, con grado de curvatura de 70°).

La cifosis es la curvatura fisiológica de la columna vertebral en la región torácica. La columna presenta cuatro curvaturas fisiológicas (o "normales"): dos curvaturas dirigidas hacia afuera del cuerpo denominadas cifosis que están presentes en la columna dorsal y sacra, y dos curvaturas llamadas lordosis dirigidas hacia dentro del cuerpo y ubicadas en la región lumbar y cervical. La escoliosis (curvaturas hacia los lados) siempre se considera patológica ("anormal").
Las alteraciones de la columna vertebral se pueden dar en dos planos: el medial y el frontal. Dentro del plano frontal encontramos la escoliosis. Mientras que la cifosis y la lordosis son vistas desde un plano medial (lateral). Cuando la curva fisiológica se torna patológica se denomina hipercifosis.

## Patogenia
Una hipercifosis en sentido patológico se refiere a una enfermedad donde la columna vertebral se curva en 45 grados o más y pierde parte o toda su capacidad para moverse hacia dentro. Esto causa una inclinación en la espalda, vista como una mala postura. Los síntomas de la hipercifosis, que pueden presentarse o no dependiendo del tipo y extensión de la deformidad, pueden incluir dolor de espalda, apariencia de una espalda curvada y raramente restricción para la ventilación pulmonar. Si es necesario, esta deformidad es tratada con una férula (o un corsé) y terapia física, o con cirugía correctiva. Casos severos pueden causar mucha incomodidad e incluso la muerte. En pacientes con deformidad cifótica progresiva por un colapso vertebral, mediante una intervención de cifoplastia se puede detener la deformidad y aliviar el dolor.

## Epidemiología
La hipercifosis, en general, aumenta con la edad, especialmente después de los 40 años, y la prevalencia es de alrededor del 20% al 40% en adultos de 60 años o más. Tanto las mujeres como los hombres se ven afectados, aunque  las mujeres tienen una mayor tasa de aumento, especialmente durante la menopausia.. La cifosis relacionada con la edad generalmente se debe a una osteoporosis subyacente y/o fracturas, aunque en el examen radiográfico, solo se ven fracturas vertebrales en un tercio de las personas con cifosis grave.. En un estudio longitudinal que incluyó a 100 participantes sanos, incluidos hombres y mujeres de al menos 50 años, se observó que el ángulo cifótico torácico promedio aumentaba alrededor de 3 grados por década..

## Clasificación
Hay una gran variedad de tipos de cifosis (los códigos CIE-10 aparecen entre paréntesis):
- (M40.0) la cifosis de postura, que es la más habitual, usualmente atribuida a una mala postura, representa una notable pero flexible curvatura de la columna vertebral.[3] Usualmente se hace notar durante la adolescencia y rara vez conlleva dolor o lleva a problemas a largo plazo en la vida adulta.[4][5]
- (M42.0) la cifosis de Scheuermann, que es significativamente peor estéticamente y puede causar dolor. Es considerada una forma de alteración juvenil de la columna vertebral. Comúnmente es denominada la enfermedad de Scheuermann. Con frecuencia aparece en adolescentes con una deformidad más notoria que la de la cifosis de postura. Un paciente sufriendo de la cifosis de Scheuermann no puede corregir su postura por sí mismo.[6] El ápice de la curvatura, localizada en la vértebra torácica, es un tanto duro. La persona que padece esta enfermedad puede sentir dolor en este ápice, dolor que puede empeorar con actividad física y por mantenerse parado o sentado mucho tiempo. Esto puede traer consecuencias negativas importantes para su vida así como su nivel de actividad decrecerá por su condición; puede sentirse aislado o tener problemas de adaptación con sus compañeros si son niños -dependiendo del grado de deformidad. Mientras que en la cifosis de postura los discos y la vértebra parecen normales, en la de Scheuermann son irregulares, frecuentemente en forma de cuña por al menos tres niveles adyacentes.
- (Q76.4) la cifosis congénita puede ocurrir en infantiles en los que la columna vertebral no se desarrolló correctamente en la matriz. La vértebra pudo ser malformada o fundida junta y puede causar cifosis progresiva mientras el niño se desarrolla.[7] Un tratamiento de cirugía puede ser necesario en un estado temprano y puede ayudar a mantener una curvatura normal junto con la observación de los cambios motores. Aun así, la decisión de realizar esta operación puede ser muy difícil debido a los riesgos potenciales para el niño.

## Tratamientos
El tratamiento puede involucrar medicamentos  antiinflamatorios, así como ejercicios para fortalecer los músculos abdominales y cercanos a la columna. Un tratamiento mediante cirugía puede usarse en casos severos; pero se emplean férulas si se considera que la cirugía es innecesaria, así como si el avance es serio y consiste en la fusión de la vértebra anormal. La cirugía también tiene un mayor riesgo que la férula, ya que puede causar una infección que tiene posibilidades de crear bacterias muy resistentes.
El tratamiento específico de la hipercifosis será determinado por el médico que trata al paciente basándose en lo siguiente:
- la edad, estado general de salud e historia médica del sujeto.
- cuán avanzada está la condición.
- tolerancia del sujeto a determinados medicamentos, procedimientos o terapias.
- expectativas de evolución de la enfermedad.
- opinión o preferencia del sujeto.

### En pediatría
El tratamiento en pediatría depende del grado de curvatura:
- Menos de 40 grados flexible: solo ejercicios.
- Mayor de 40 grados: corsés ortopédicos.
- Mayor de 60 grados: cirugía.

### Ortesis (refuerzo)

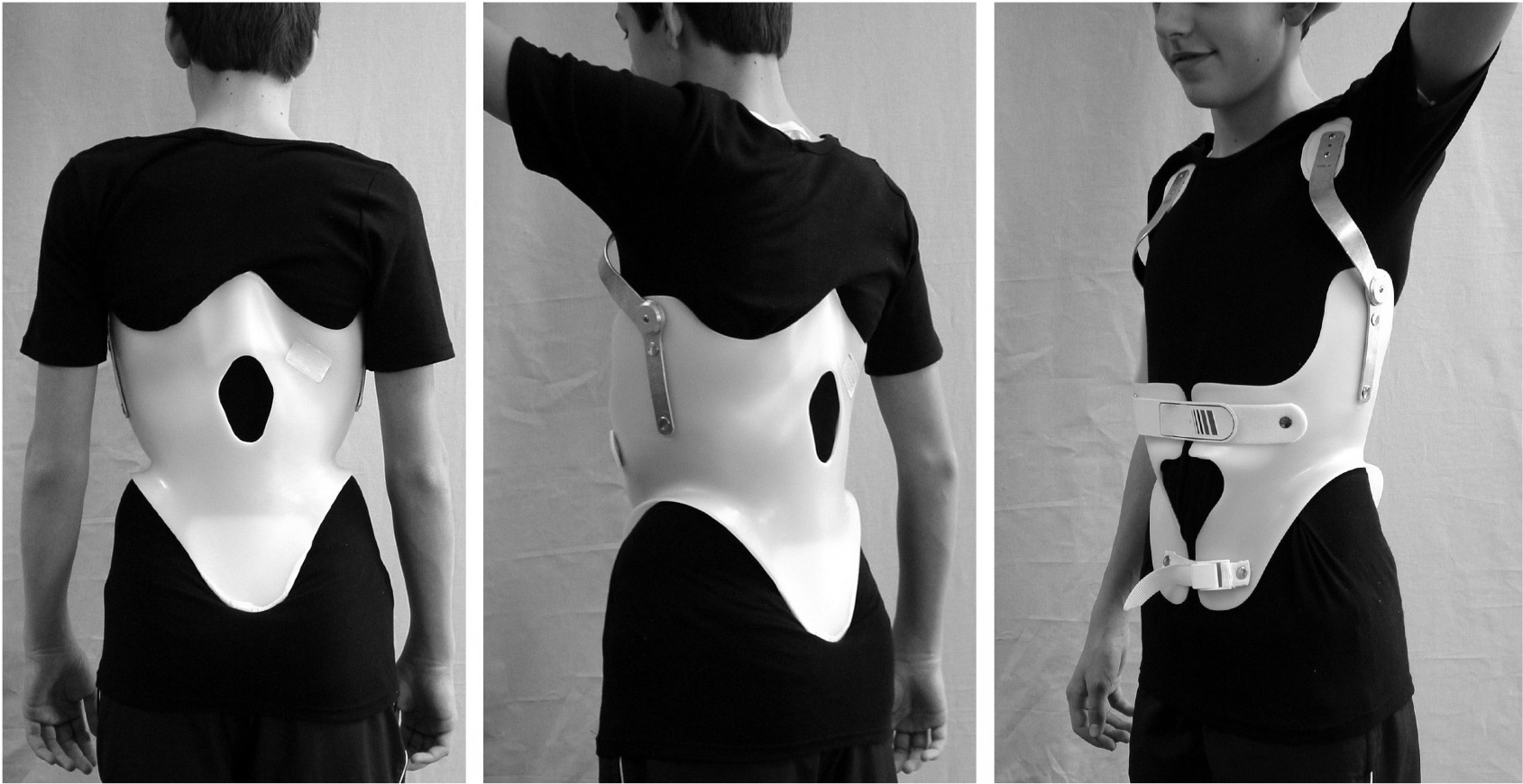
Soporte moderno tipo corsé para el tratamiento de una hipercifosis dorsal. Este tipo de soportes se construyen utilizando sistemas CAD/CAM. Actualmente este es el único soporte en su tipo, y está diseñado para tratar una cifosis torácica. Se llama kyphologic™.

Estos corsés mostraron un beneficio en un ensayo controlado aleatorio.
El corsé de Milwaukee es un dispositivo de corsé particular que a menudo se usa para tratar la hipercifosis en los EE. UU. 
Los modernos corsés CAD / CAM se usan en Europa para tratar diferentes tipos de cifosis. Estos son mucho más fáciles de usar y disponer de mejores correcciones en lo reportado para el corsé de Milwaukee. Como hay diferentes patrones de curva (torácica, toracolumbar y lumbar), diferentes tipos de aparatos están en uso. Las ventajas y desventajas de los distintos soportes se discuten en un artículo reciente.

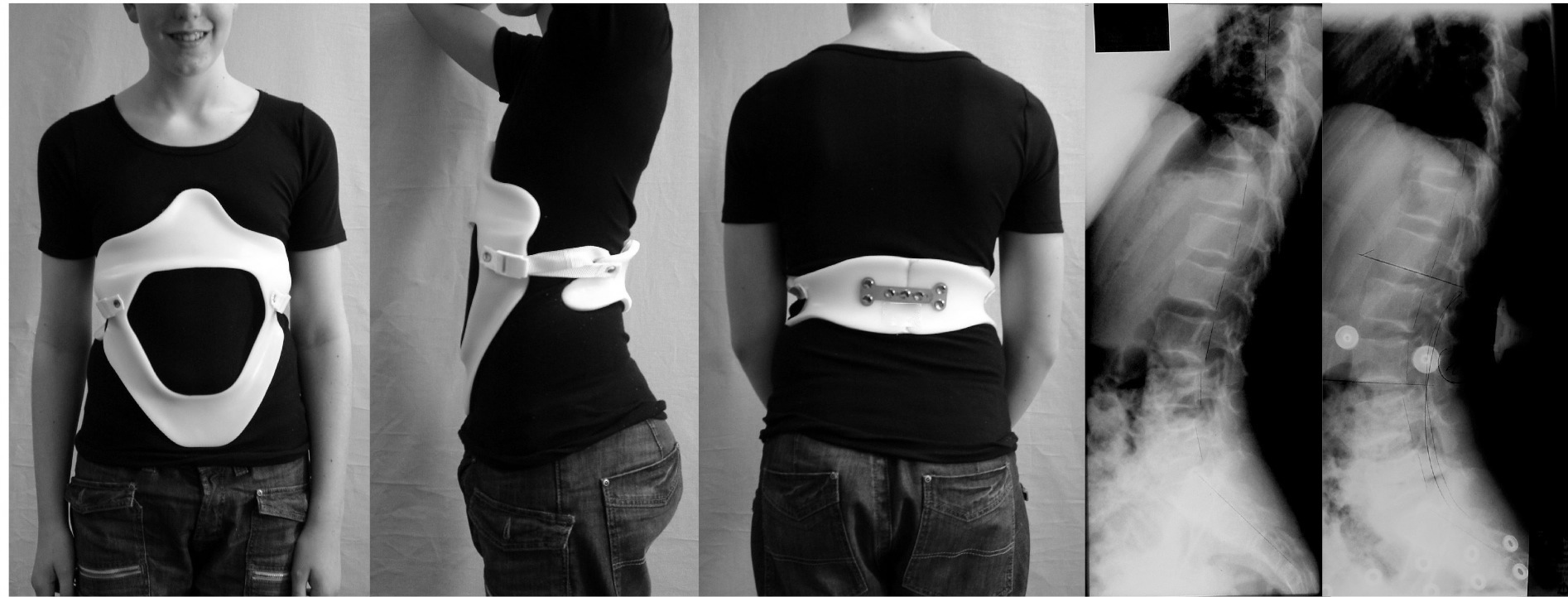
Soporte moderno tipo corsé para el tratamiento de una cifosis lumbar o toracolumbar. Actualmente este es el único soporte para tratar una cifosis lumbar y se llama physio-logic Brace™. Su principal objetivo es la restauración de la lordosis lumbar.

El objetivo del tratamiento es detener la evolución de la curva e impedir deformidades:
- Observación y exámenes repetidos. La observación y los exámenes repetidos de las curvas que miden menos de 40 grados en una placa de rayos X. La progresión de la curva depende del crecimiento esquelético, o madurez alcanzada por el esqueleto del niño. La progresión de la curva se demora o se detiene después de que el niño llega a la pubertad.
- Aparatos ortopédicos. Los aparatos ortopédicos se usan cuando la curva mide entre 40 y 60 grados en la placa de rayos X y el crecimiento esquelético continúa. El médico decide el tipo de aparato ortopédico y el tiempo que se debe utilizar.
- Especializados de terapia física. En Alemania, un tratamiento estándar para ambas enfermedades y de Scheuermann cifosis lumbar es el método de Schroth, un sistema de terapia física para la escoliosis y deformidades de la columna relacionadas.[11]

### Cirugía
El tratamiento quirúrgico se aplica en casos graves; como en pacientes con deformidad cifótica progresiva debido al colapso vertebral, un procedimiento llamado cifoplastia puede detener la deformidad y aliviar el dolor. El procedimiento es grave y se compone de la fusión de las vértebras anormales.
Sólo se debe recurrir ocasionalmente a la cirugía cuando la curva mida más de 60 grados en la placa de rayos X, el aparato ortopédico no logre retrasar la progresión del encurvamiento, y sobre todo haya síntomas de dolor persistente de espalda.
Complicaciones de la cirugía
El riesgo de someterse a la cirugía de fusión espinal para la hipercifosis, como en la escoliosis, se estima en 5%. Las posibles complicaciones pueden ser la inflamación de los tejidos blandos o profundos procesos inflamatorios, impedimentos en la respiración, sangrado y lesiones nerviosas. Sin embargo, según los últimos datos la tasa de complicaciones es mucho más allá de esa tasa. Ya en cinco años después de la cirugía requieren otros 5% reintervención y hoy todavía no está claro qué esperar de la cirugía de columna en el largo plazo.
Teniendo en cuenta que los signos y síntomas de la deformidad de la columna no se puede cambiar mediante una intervención quirúrgica, la cirugía sigue siendo que es una indicación estética. Desafortunadamente los efectos cosméticos de la cirugía no son necesariamente estables. En el caso de que uno decida someterse a una cirugía en un centro especializado debe ser preferido.